# Андросовский сельсовет
Андро́совский сельсове́т — муниципальное образование со статусом сельского поселения в Железногорском районе Курской области России. 
Административный центр — село Андросово.

## История
По данным 1926 года село Андросово являлось административным центром Макаровского сельсовета Волковской волости Дмитровского уезда Орловской губернии. Впоследствии Макаровский сельсовет был переименован в Андросовский и в 1928 году включён в состав Михайловского (ныне Железногорского) района.
В 1970 году в состав Андросовского сельсовета из Троицкого сельсовета были переданы деревни Копёнки, Верхние Радубичи, Средние Радубичи и посёлок Богатырёвский. В 1973 году в Андросовский сельсовет были переданы населённые пункты упразднённого Курбакинского сельсовета. 22 апреля 1976 года были упразднены посёлки Горки и Лунинский, располагавшиеся на территории сельсовета. В 1984 году к Андросовскому сельсовету был присоединён Солдатский сельсовет. 17 августа 1989 года из части территории Андросовского сельсовета был образован Новоандросовский сельсовет. 9 января 1992 года упразднён посёлок Комарой, располагавшийся на территории сельсовета.
Законом Курской области от 21 октября 2004 года № 48-ЗКО (в ходе муниципальной реформы 2006 года) муниципальное образование Андросовский сельсовет наделено статусом сельского поселения.

## Населённые пункты
В состав поселения входят 6 населённых пунктов:
| № | Населённый пункт | Тип населённого пункта |
| - | ---------------- | ---------------------- |
| 1 | Андросово        | село, адм. центр       |
| 2 | Зорино           | деревня                |
| 3 | Макарово         | село                   |
| 4 | Остапово         | деревня                |
| 5 | Солдаты          | деревня                |
| 6 | Хлынино          | деревня                |

### Упразднённые
- Горки (посёлок)
- Лунинский (посёлок)
- Комарой (посёлок)

## Население
| 2002 | 2010 | 2012 | 2013 | 2014 | 2015 | 2016 |
| ---- | ---- | ---- | ---- | ---- | ---- | ---- |
| 507  | ↘281 | ↘277 | ↗290 | ↘284 | ↘265 | ↘264 |
| 2017 | 2018 | 2019 | 2020 | 2021 |      |      |
| ↘255 | ↗261 | ↘232 | ↘220 | ↘209 |      |      |

## Главы сельсовета
Список неполный:
- Обыденников Иван Тихонович (1947—1951)
- Брылев Максим Никонович (1992—2007)
- Алесин Анатолий Николаевич (2012—2019)
- Додурова Вера Вениаминовна (и. о., 2019—2020)
- Будаева Татьяна Александровна (с 2020 года)